# Posucice
Posucice (cz. Posutice, Posnice, niem. Poßnitz) – wieś w Polsce położona w województwie opolskim, w powiecie głubczyckim, w gminie Branice.

## Historia
Historycznie miejscowość leży na tzw. polskich Morawach, czyli na obszarze dawnej diecezji ołomunieckiej. Nazwa patronimiczna Posucic pochodzi od czeskiego imienia Posut, prawdopodobnie zasadźcy. Po raz pierwszy wzmiankowane zostały w 1377 roku jako Posentitz, kiedy to podzielono księstwo raciborsko-opawskie pomiędzy synów Mikołaja II, później do księstwa karniowskiego, które co najmniej od końca XV wieku było już uważane za część Górnego Śląska. 
Po wojnach śląskich znalazła się w granicach Prus i powiatu głubczyckiego. Pomimo nazwy pochodzenia słowiańskiego była już wówczas niemieckojęzyczna. W granicach Polski od końca II wojny światowej.
W latach 1954–1961 wieś należała i była siedzibą władz gromady Posucice, po jej zniesieniu w gromadzie Branice. W latach 1975–1998 miejscowość administracyjnie należała do ówczesnego województwa opolskiego.

## Zabytki

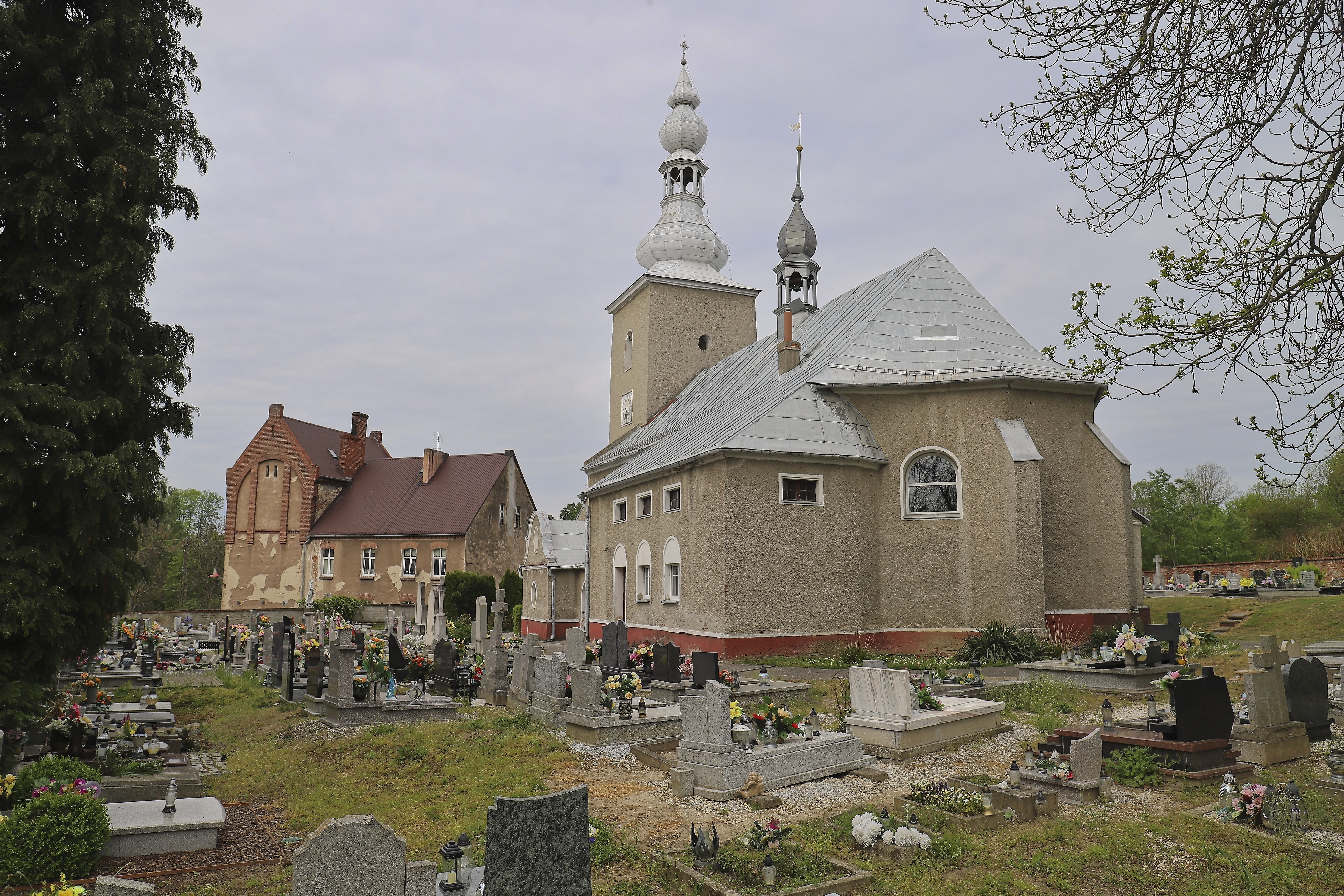
Kościół św. Wawrzyńca

Do wojewódzkiego rejestru zabytków wpisane są:
- kościół par. pw. św. Wawrzyńca, z XVI/XVII w., XVIII w.
- park, z k. XVIII w.